# Patricio Cullen
Patricio Cullen (Santa Fe, Argentina, 1826 - Cayastá, provincia de Santa Fe, 1877) fue un político argentino, gobernador de la provincia de Santa Fe.

## Biografía
Era hijo del ministro de gobierno de esa provincia, el canario Domingo Cullen. Este conspiró contra el gobernador de la provincia de Buenos Aires y encargado de las relaciones exteriores de la Confederación Argentina, Juan Manuel de Rosas, fue brevemente gobernador de Santa Fe y murió fusilado en 1839.
Su hijo vivió un tiempo en Montevideo, para después pasar a Corrientes. En 1851 se unió al Ejército Grande de Justo José de Urquiza y formó parte de la división que ocupó Santa Fe al retirarse el gobernador Pascual Echagüe. Participó en la batalla de Caseros y regresó a su provincia.
Fue diputado provincial, ministro de su provincia, asistente de su hermano José María Cullen – que fue gobernador entre 1854 y 1856 – y diputado nacional. Junto a su hermano y a Domingo Crespo, se pasaron al partido porteñista y dirigieron la política de este partido contra los gobernadores Juan Pablo López, Rosendo María Fraga y Pascual Rosas.
Después de la batalla de Pavón, fue ministro de gobierno del gobernador Crespo y Patricio Cullen fue elegido su sucesor en febrero de 1862. Hizo un gobierno "progresista", dedicado a la construcción de ferrocarriles y escuelas, y al establecimiento de colonias agrícolas. Fue sucedido por Nicasio Oroño en 1865.
Oroño era un liberal con buenas relaciones con el partido federal, especialmente con Urquiza. Tal vez por ello, Cullen dirigió la oposición liberal en su contra y, cuando Oroño fue derribado por una revolución autonomista, fue ministro de su sucesor, Camilo Aldao.
Pronto llegaron los autonomistas al gobierno, y Oroño fue elegido senador nacional. Entonces Cullen quedó como jefe del partido liberal, opuesto al autonomismo de Simón de Iriondo. Organizó algunos intentos de conspiración que no tuvieron éxito durante el gobierno de este.
Finalmente organizó una gran revolución liberal en 1877, siendo gobernador Servando Bayo. Sus fuerzas estaban formadas casi exclusivamente por colonos extranjeros del norte de la provincia, donde todos ellos tenían armas para defenderse de los indígenas del Chaco. También incorporó mercenarios de las colonias suizas de Helvecia y Esperanza. Un grupo se introdujo en la capital, pero fracasó en ocupar la casa de gobierno.
Cullen ocupó la ciudad de San Javier y avanzó hacia la capital. En el camino se detuvo en la estancia de su suegro, cerca de Cayastá, mientras enviaba una avanzada hacia la capital. Al intentar cruzar el arroyo Saladillo, ésta fue interceptada por el comandante Romero, que utilizando modernos fusiles y cañones de campaña los derrotó.
Al día siguiente, 20 de marzo de 1877, llegó Cullen. Esta vez, Romero contaba con un poderoso refuerzo de caballería de línea y lo derrotó completamente. Las fuerzas rebeldes se dispersaron en la persecución, pero Cullen fue alcanzado y muerto. El gobierno le concedió un funeral de exgobernador, a pesar de enterarse de un complot que se proponía asesinar al gobernador en Rosario.